# Heorhij Jermakov
Heorhij Serhijovyč Jermakov (in ucraino Георгій Сергійович Єрмаков?; Kiev, 28 marzo 2002) è un calciatore ucraino, portiere del Maccabi Haifa.

## Carriera

### Club
Jermakov è cresciuto nel settore giovanile dello Šachtar e nel 2021 è stato ceduto in prestito all'Oleksandrija, trasferimento divenuto permanente nel 2022. Ha debuttato in prima squadra il 26 settembre 2023 nell'incontro di Kubok Ukraïny vinto 1-0 contro il Ruch L'viv, mentre l'esordio in Prem"jer-liha è arrivato una settimana più tardi contro la Dinamo Kiev.
L'8 agosto 2024 è stato acquistato dal Maccabi Haifa, che lo ha lasciato in prestito all'Oleksandria per tutta la durata della stagione 2024-2025.

### Nazionale
Ha giocato nella nazionale ucraina Under-21 ed Under-23.
Nel 2024 è stato convocato dalla nazionale olimpica ucraina per partecipare ai Giochi Olimpici di Parigi.

## Statistiche

### Presenze e reti nei club
Statistiche aggiornate al 24 luglio 2024.
| Stagione        | Squadra         | Campionato      | Campionato | Campionato | Coppe nazionali | Coppe nazionali | Coppe nazionali | Coppe continentali | Coppe continentali | Coppe continentali | Altre coppe | Altre coppe | Altre coppe | Totale | Totale | Totale |
| Stagione        | Squadra         | Comp            | Pres       | Reti       | Comp            | Pres            | Reti            | Comp               | Pres               | Reti               | Comp        | Pres        | Reti        | Pres   | Reti   |        |
| --------------- | --------------- | --------------- | ---------- | ---------- | --------------- | --------------- | --------------- | ------------------ | ------------------ | ------------------ | ----------- | ----------- | ----------- | ------ | ------ | ------ |
| 2023-2024       | Oleksandrija    | PL              | 8          | -10        | CU              | 1               | 0               |                    | -                  | -                  |             | -           | -           | 9      | -10    |        |
| 2024-2025       | Oleksandrija    | PL              | 17         | -12        | CU              | 1               | -1              |                    | -                  | -                  |             | -           | -           | 28     | -12    |        |
| Totale carriera | Totale carriera | Totale carriera | 25         | -22        |                 | 2               | -1              |                    | -                  | -                  |             | -           | -           | 27     | -23    |        |